# قائمة قصور فرنسا

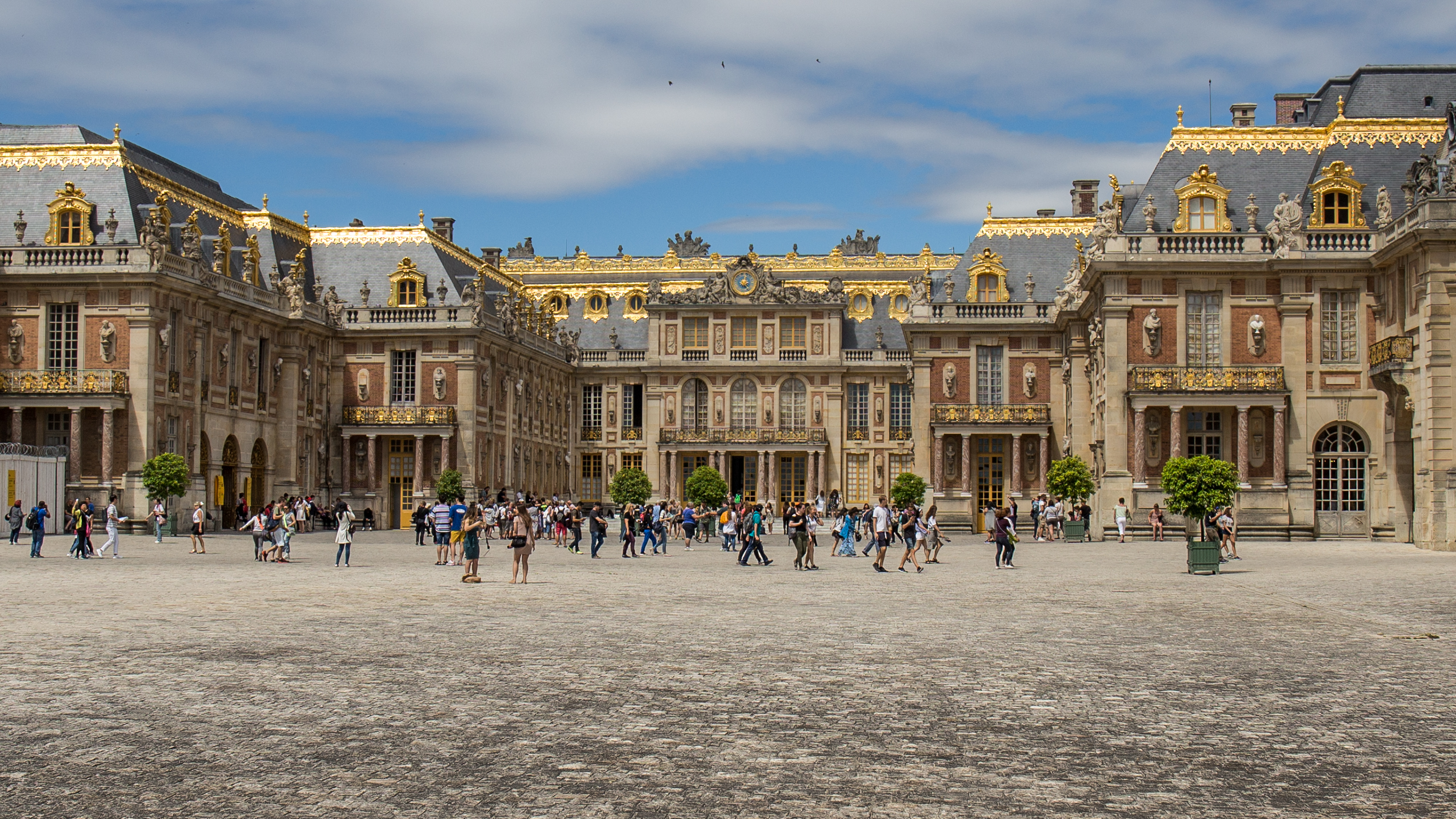
قصر فرساي

قصر هو مقر إقامة كبير، وخاصة ما يتعلق بالمقرات الملكية والرئاسية، أو الأعيان رفيعي المستوى، كالأساقفة، كما يطلق قصر على المباني الفخمة والمزخرفة.

## قائمة قصور فرنسا
تحتوي هذه القائمة على أسماء قصور في فرنسا.
- القصر الملكي

- قلعة شامبور
- قصر الأسقف (ستراسبورغ)
- قصر التويليري
- قصر تو
- قصر تويلري
- قصر روهان (ستراسبورغ)
- قصر فرساي
- قصر فلخس
- قصر فونتينبلو
- قصر لوكسمبورغ
- قلعة روهان
- متحف الفن المعاصر (قلعة مونسورياو)

- قلعة مونسورياو

- قصر الإليزيه

- قصر بوربون